# Камешник (Нижегородская область)
Камешник — посёлок Варнавинском районе Нижегородской области России. Входит в состав Михаленинского сельсовета.

## География
Посёлок находится на севере Нижегородской области, в подзоне южной тайги, на левом берегу реки Ветлуга.

### Климат
Климат характеризуется как умеренно континентальный, с относительно тёплым коротким летом и холодной продолжительной зимой. Среднегодовая температура — 3,3 °C. Средняя температура воздуха самого тёплого месяца (июля) — 18,4 °C (абсолютный максимум — 37 °C); самого холодного (января) — −12,4 °C (абсолютный минимум — −46 °C). Безморозный период длится 110—120 дней. Среднегодовое количество атмосферных осадков составляет 500—600 мм, из которых 410 мм выпадает в период с апреля по октябрь. Снежный покров держится около 152 дней.

### Часовой пояс
Посёлок Камешник, как и вся Нижегородская область, находится в часовой зоне МСК (московское время). Смещение применяемого времени относительно UTC составляет +3:00.

## Население
| 1999 | 2002 | 2010 |
| ---- | ---- | ---- |
| 2    | ↘0   | →0   |